# Мул (король Кенту)
Мул (давн-англ. Mul; ? —687) — король Кенту у 686—687 роках. Похований у Кентерберійському абатстві.

## Біографія
Походив з Вессекської династії. Син Кенберт, підкороля однією з областей Вессексу. Про дату народження та початкову діяльність нічого невідомо. Напевне брав участь у походах свого брата Кедвалли, короля Вессексу. Достеменно відомо про звитягу Мула під час захоплення острова Вайт.
У 686 році разом з Кедваллою брав участь у військовій кампанії проти Едріка, короля Кенту. Того було у серпні того ж року повалено. Після цього Мул став королем Кенту. Його співправителем став Сігер, король Ессексу.
Втім йому довелося постійно придушувати спротив кентської (ютської) знаті, що не погоджувалася коритися саксу. У 687 році почалося загальне повстання. У результаті Мула було схоплено та з 12 військовиками і радниками спалено живцем. Новим королем став Свебгард.
Лише у 694 році Кент сплатив Інє, королю Вессексу, вергельд (сплату за вбивство) за загибель Мула — 30 тисяч срібних пенні.